# Herb Zambii
Herb Zambii – jeden z oficjalnych symboli Zambii ustanowiony w 1964 roku.

## Opis
Herb został ustanowiony 24 października 1964, gdy Zambia uzyskała niepodległość. Herb został stworzony na podstawie herbu Rodezji Północnej. Orzeł reprezentuje zdobycie niepodległości i nadzieje narodu na przyszłość. Tarcza symbolizuje Wodospady Wiktorii – białe kaskady wody na czarnych skałach. Czerń oznacza także czarny naród i rzekę Zambezi, od której państwo wzięło swą nazwę. Na herbie widnieją symbole naturalnych bogactw Zambii – złóż minerałów, rolnictwa i dzikiej przyrody. Wśród  nich sylwetka zebry. Obok tarczy przedstawieni są kobieta i mężczyzna – przeciętni mieszkańcy kraju. Na dole widnieje biała wstęga z wypisanym mottem kraju – „Jedna Zambia, Jeden Naród”.